# Parc rural de Teno
El Parc rural de Teno es troba al Massís de Teno, ocupant la zona nord-oest de l'illa de Tenerife (Canàries, Espanya). El parc s'assenta sobre un antic massís volcànic, ocupant cotes des del nivell del mar fins als cims. La vegetació de parc varia segons l'altitud, destacant els boscos de laurisilva en els cims més alts.

## Descripció
El Parc Rural de Teno es troba a l'extrem nord-oest de l'illa de Tenerife, al massís antic de el mateix nom. D'una forma més o menys triangular, limita en dos dels seus costats amb el mar i en el tercer amb les colades de l'edifici central insular. L'eix d'alçades màximes, que actua a més com a divisòria d'aigües, es dona en la direcció SE-NO (Cruz de Gala-Baracán). Té una superfície total de 8.063,6 Ha repartides de la següent manera: Buenavista (5547,7 Ha), Los Silos (1202,8 Ha), Santiago del Teide (1112,2 Ha) y El Tanque (200,9 Ha).
Es tracta d'un espai que acull una ingent quantitat de valors d'interès científic, paisatgístic, etnogràfic i històric. Compta amb importants masses forestals i varietat d'ecosistemes zonals i azonals de gran biodiversitat endèmica, tant animal com vegetal. Les estructures geomorfològiques estan ben representades per barrancs encaixats, abruptes penya-segats, cingles, rocs, dics i la plataforma litoral que doten d'una gran diversitat paisatgística a aquest espai. Els valors, etnogràfics i històrics provenen de el patrimoni arquitectònic, dels jaciments arqueològics i de les tradicions que encara es conserven a la comarca. Inclou cinc entitats de població: Los Carrizales, Masca, El Palmar, Las Portelas i Teno Alto, totes elles pertanyen al municipi de Buenavista del Norte.

## Categoria de protecció
Va ser declarat per Llei 12/1987, de 19 de juny, de Declaració d'Espais Naturals de Canàries, com a Parc Natural de Teno, i reclassificat a la seva actual categoria per la Llei 12/1994, de 19 de desembre, d'Espais Naturals de Canàries.

## Flora i fauna
Entre els seus valors naturals destaquen els boscos de laurisilva presents en el Monte del Agua i vessants del Cim de Baracán.
A més hi ha una bona mostra de ginestars i comunitats de tabaibal-cardonal a les zones baixes i en les carenes entre barrancs, on es destaca la Punta de Teno on es troba una de les més grans i millor conservades representacions d'aquest tipus de vegetació pròpia de zones costaneres de les illes.
La proliferació de penya-segats marins com el de Los Gigantes, que posseeix desnivells que sobrepassen en alguns casos els 500 m, determina la presència d'importants comunitats de plantes rupícoles.
La gran riquesa faunística que tanca el Massís de Teno s'ha vist confirmada amb la declaració per part de la Unió Europea com a Zona d'Especial Protecció per a les Aus, i amb el descobriment per a la ciència d'una nova espècie, el llangardaix clapejat.
La comunitat d'aus acull una gran diversitat donat els diferents hàbitats representats a la zona. A les àrees de laurisilva destaca la presència de dues espècies endèmiques, les coloms rabiche i turqué, i l'esparver. A les planes de Teno Alto encara és possible trobar alguns exemplars de pardal roquer i abunden els passerells, de marge, canaris i caminers.
Pel que fa a les rapinyaires, Teno constitueix l'últim reducte de Tenerife per a espècies com el àguila pescadora i el falcó de berbería, mentre que les poblacions de aguilillas (Buteo buteo insularum) i xoriguers (Falco tinnunculus canariensis) es mostren estables.
A la costa, i fins i tot terra endins hi ha colònies de pardelas cenicienta i pichoneta.